# Zarcinia
Zarcinia là một chi bướm đêm thuộc họ Galacticidae.